# Ermita de Sant Roc (Benissanet)
L'ermita de Sant Roc és un edifici aproximadament a un quilòmetre a l'est de la població de Benissanet (Ribera d'Ebre), al marge dret del camí vell de Móra, a la zona de les Capelletes i adossada al mur nord-est de l'edifici de la sénia de Perseloni. Edificada, segons la tradició, al segle xix en agraïment a Sant Roc per haver deslliurat els habitants de les Sénies d'una epidèmia ha estat catalogada a l'Inventari del Patrimoni Arquitectònic de Catalunya.
Es tracta d'una petita capella arrebossada i emblanquinada de planta rectangular, pràcticament quadrada, amb la coberta de teula de tres vessants. L'interior consta d'una única i senzilla sala coberta amb un sostre pla, que presenta un simple altar amb imatges de diversos sants. La porta d'accés és d'arc deprimit còncau, de la que destaquen els batents de fusta. Tot el perímetre de l'edifici està rematat per un ràfec de maons. En els últims temps, a la part superior de la cantonada de tramuntana de l'edifici, s'hi ha afegit un campanar d'espadanya d'un sol ull de punt rodó, amb una campana, cobert per una teuladeta de dues vessants de teula. Presenta un placat de pedra que també revesteix tota la cantonada del temple.